# Połonina Caryńska
Połonina Caryńska (Berehowska) – jedna z połonin w Bieszczadach, masyw górski położony między dolinami Prowczy i Wołosatego, w których leżą miejscowości Brzegi Górne i Ustrzyki Górne. Na północy Przysłup Caryński oddziela masyw od Magury Stuposiańskiej, zaś od południa poprzez Wyżniańską Przełęcz graniczy on z Działem w paśmie granicznym.

## Masywy
W masywie Połoniny Caryńskiej wyróżnia się cztery kulminacje, najwyższy jest Kruhly Wierch (1297 m). Pozostałe mają wysokość: 1245, 1239 i 1148 m. Główny wierzchołek połoniny ma wysokość 1250 m n.p.m.. Podobnie jak w przypadku Połoniny Wetlińskiej, południowo-zachodnie stoki są krótkie i stromo opadają ku dolinom, zaś północno-wschodnie tworzą łagodniejsze grzbiety poprzedzielane dolinami niewielkich potoków.

## Panorama
Panorama z Połoniny Caryńskiej jest rozległa, z dobrze widocznym masywem Wielkiej Rawki, Połoniny Wetlińskiej i grupą najwyższych szczytów polskich Bieszczadów z Tarnicą i Haliczem. Przy bardzo dobrej przejrzystości powietrza, z połoniny zobaczyć można odległe o ponad 100 km ukraińskie Gorgany, czy odległe o blisko 180 km Tatry.

## Geneza nazwy
Nazwa połoniny pochodzi od nieistniejącej już wsi Caryńskie, która leżała u stóp połoniny, jednak pastwiska na połoninie należały także do wsi: Berehy Górne, Bereżki, Ustrzyki Górne. Jeszcze w okresie międzywojennym prowadzono tu intensywny wypas. Połonina Caryńska jest objęta ochroną w ramach Bieszczadzkiego Parku Narodowego.

## Roślinność
Z rzadkich w Polsce gatunków roślin na Caryńskiej Połoninie stwierdzono występowanie takich gatunków, jak: zaraza macierzankowa, tocja alpejska, turzyca dacka, tojad wschodniokarpacki i tojad bukowiński.

## Szlaki turystyczne
Główny Szlak Beskidzki na odcinku Ustrzyki Górne – Połonina Caryńska – Brzegi Górne (3:20h)
 Pod Magurą Stuposiańską – Przysłup Caryński (Schronisko studenckie Koliba) – Połonina Caryńska – Przełęcz Wyżniańska – Mała Rawka (4h)
 Ustrzyki Górne – Połonina Caryńska – Brzegi Górne oraz Przełęcz Wyżniańska – Połonina Caryńska
(ścieżka przyrodnicza "Buk" biegnąca wzdłuż szlaków pieszych; wchodząca w skład ścieżek przyrodniczych w Bieszczadzkim Parku Narodowym)

## Galeria

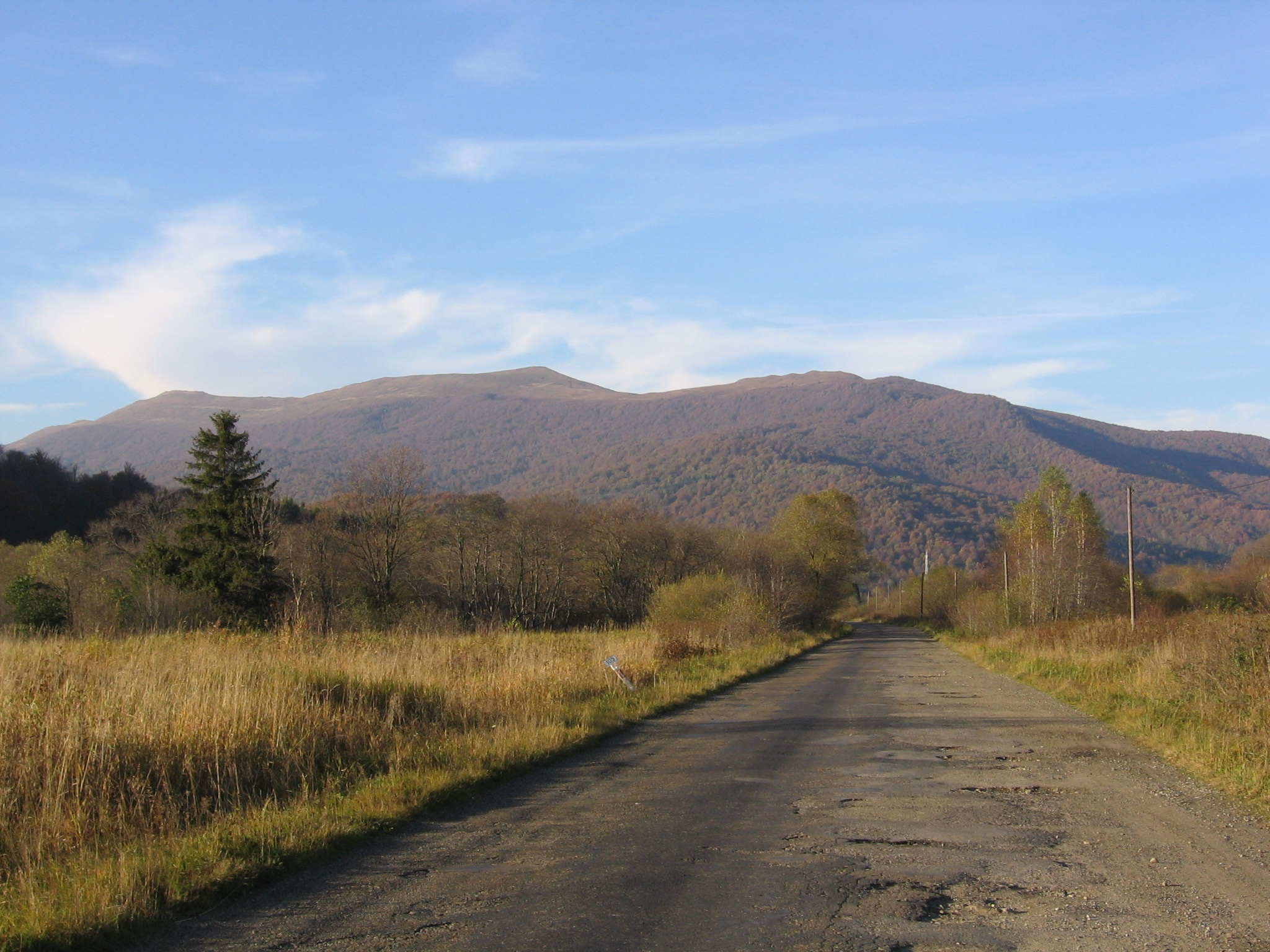
Połonina Caryńska z Wołosatego
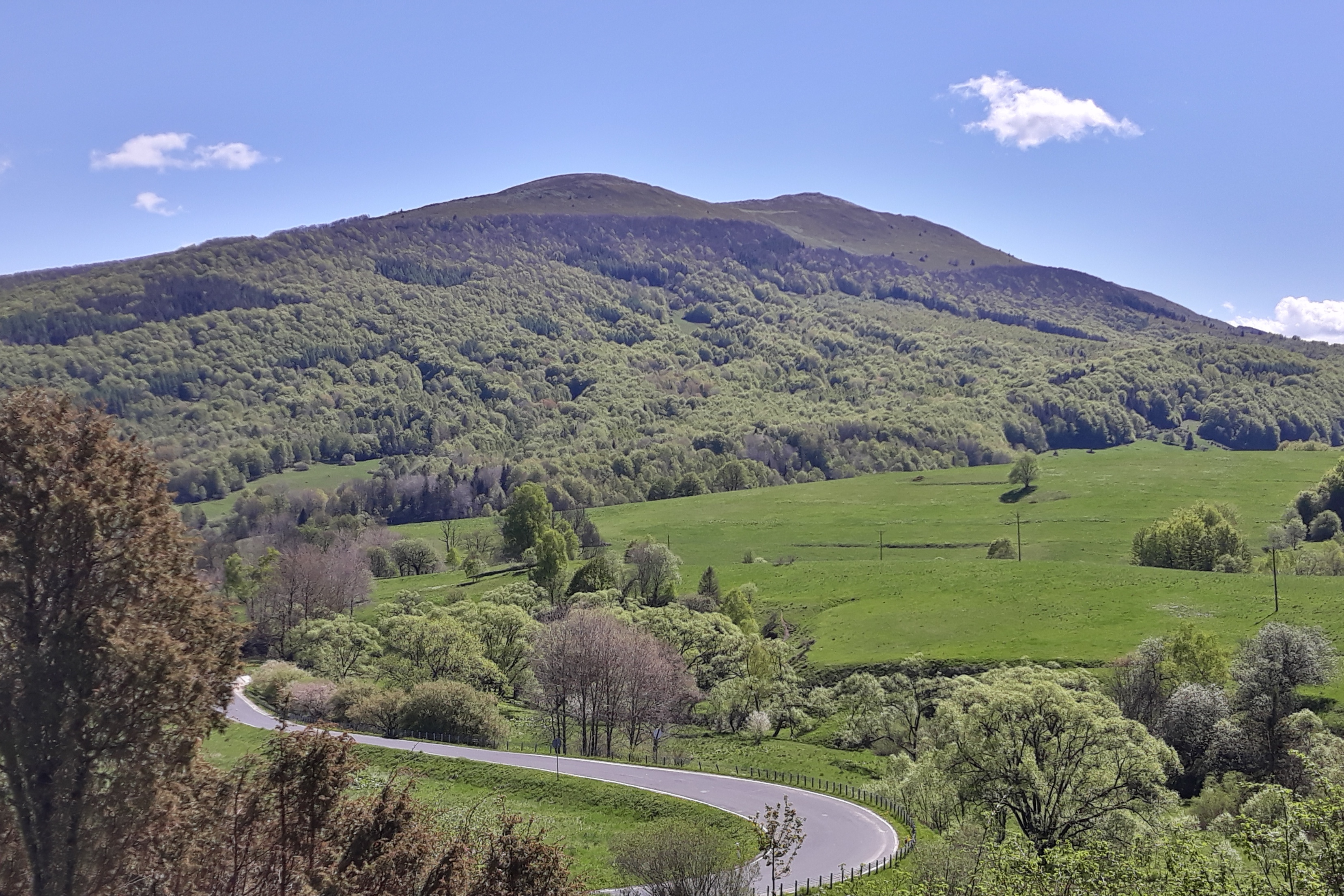
Połonina Caryńska z Przełęczy Wyżnej
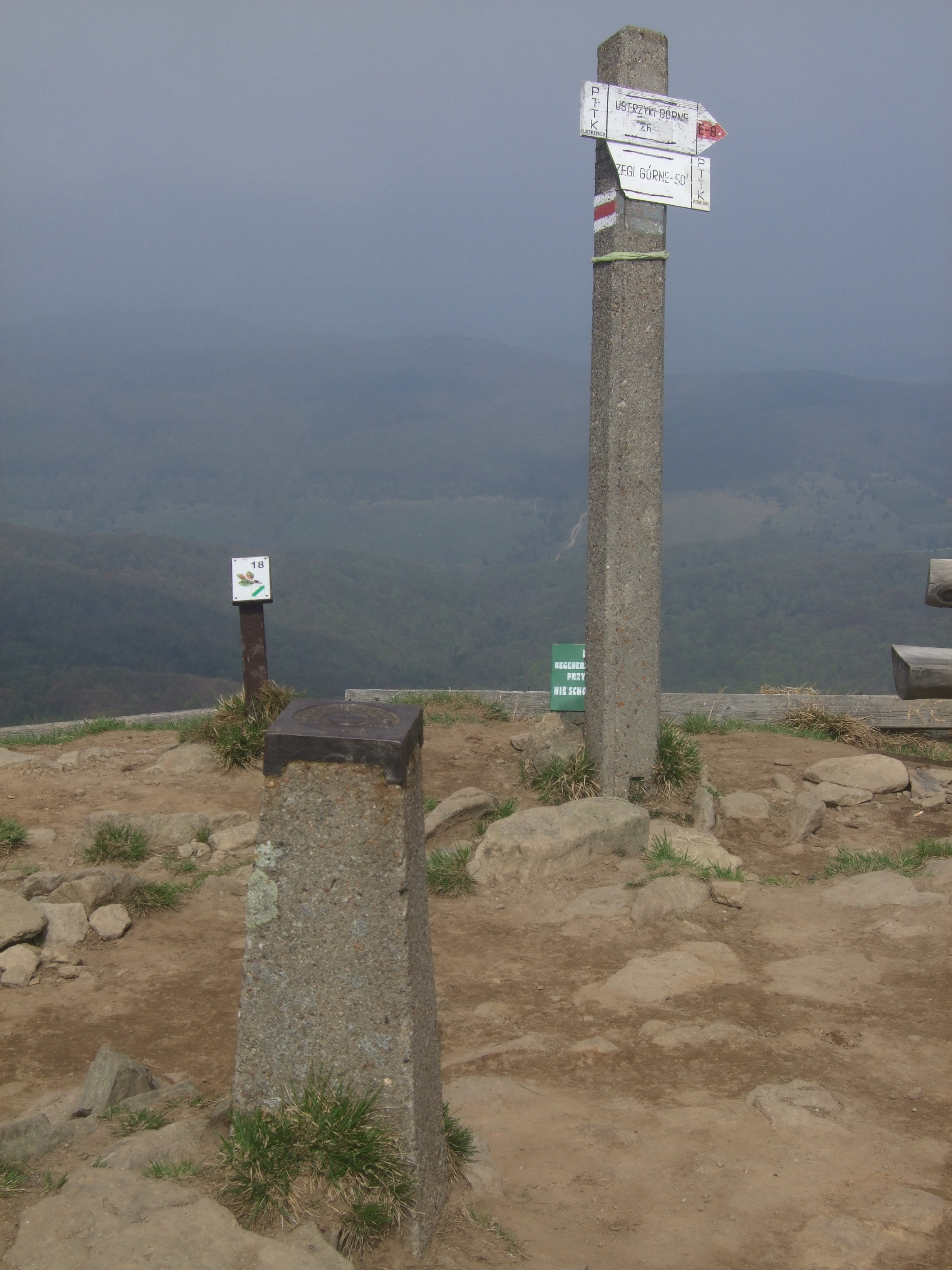
Punkt osnowy geodezyjnej II klasy na Połoninie Caryńskiej w Bieszczadach
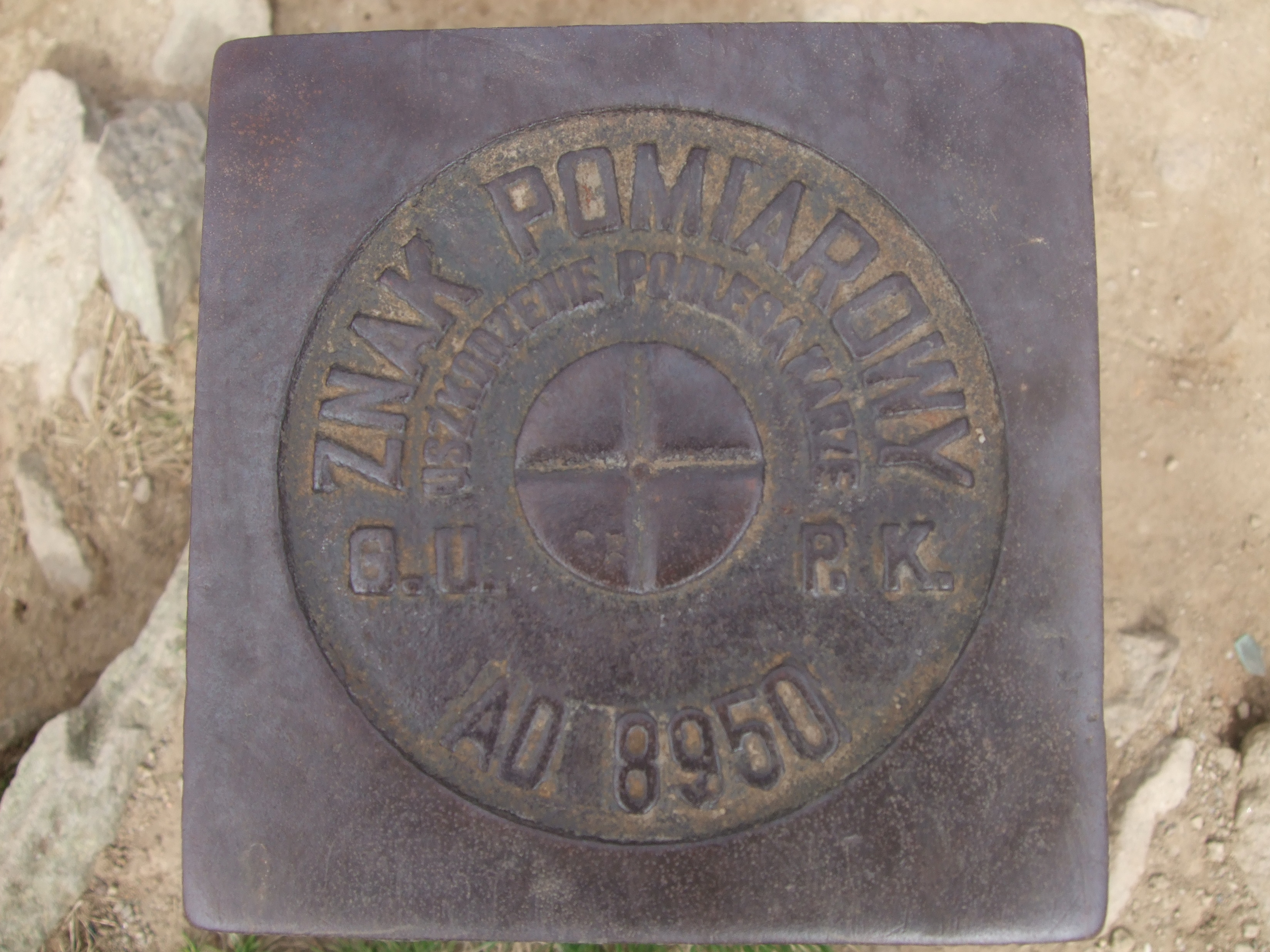
Głowica punktu osnowy geodezyjnej II klasy na Połoninie Caryńskiej w Bieszczadach